# アルビノーニ (小惑星)
アルビノーニ (7903 Albinoni) は小惑星帯に位置する小惑星。ベルギーの天文学者エリック・エルストがヨーロッパ南天天文台で発見した。
オペラ、器楽曲の作曲家として著名であったイタリアの作曲家、トマゾ・アルビノーニ（Tomaso Giovanni Albinoni, 1671年 - 1751年）から命名された。